# Kazarino (obwód wołogodzki)
Kazarino (ros. Казарино) – wieś w Rosji, w rejonie kiczmiengsko-gorodieckim obwodu wołogodzkiego. W 2010 r. liczyła 41 mieszkańców.